# Bathyraja diplotaenia
Bathyraja diplotaenia är en rockeart som först beskrevs av Ishiyama 1952.  Bathyraja diplotaenia ingår i släktet Bathyraja och familjen egentliga rockor. IUCN kategoriserar arten globalt som livskraftig. Inga underarter finns listade.